# Schoenoplectus juncoides
Schoenoplectus juncoides é uma espécie de planta com flor pertencente à família Cyperaceae.
A autoridade científica da espécie é (Roxb.) Palla, tendo sido publicada em Botanische Jahrbücher für Systematik, Pflanzengeschichte und Pflanzengeographie 10: 299. 1888.
Os seus nomes comuns são junquilho ou junquilho-do-arroz.

## Portugal
Trata-se de uma espécie presente no território português, nomeadamente em Portugal Continental.
Em termos de naturalidade é introduzida na região atrás referida.

## Protecção
Não se encontra protegida por legislação portuguesa ou da Comunidade Europeia.